# Wat Arun (phó quận)
Wat Arun (tiếng Thái: วัดอรุณ, phát âm [wát ʔā.rūn]) là một trong hai khwaeng (phó quận) của Bangkok Yai, Băng Cốc, ngoại trừ Wat Tha Phra. Có thể xem đây là một khu vực quan trọng về mặt lịch sử và du lịch.

## Lịch sử
Khu vực được đặt tên theo Wat Arun, một ngôi đền cổ nổi tiếng trên thế giới nằm bên bờ sông Chao Phraya. Nó nổi bật với kiến trúc prang (tháp chùa phong cách Khmer) trở thành một trong những biểu tương, địa danh quan trọng của Băng Cốc và phía Thonburi, đồng thời cũng là con dấu của Tổng cục Du lịch Thái Lan (TAT).
Người ta nói rằng khi Vua Taksin trở về từ Chanthaburi đi đến Ayutthaya với đội binh của mình. Ông đi dọc theo dòng sông Chao Phraya và đến ngôi chùa này vào lúc mặt trời mọc, do đó đặt tên là "Wat Chaeng" hoặc tên chính thức là "Wat Arun", có nghĩa là "Chùa Bình Minh".
Khi Vua King Taksin thành lập thủ đô mới của Xiêm (hiện nay là Thái Lan), Thonburi, nằm bên trái bờ sông Chao Phraya, nơi hợp lưu của Khlong Bangkok Yai và sông Chao Phraya, đó là vị trí hiện tại ở đây (bao gồm mở rộng đến khu vực Bangkok Noi và quận Thon Buri ngày nay). Hoàng cung của ông được đặt cạnh Wat Arun bên bờ sông Chao Phraya, nơi mà ngày nay đã trở thành Trụ sở Hải quân Hoàng gia Thái Lan dưới tên gọi Hoàng cung Thonburi.
Văn phòng quận Bangkok Yai từng được đặt trong khu vực Wat Hong Rattanaram, một ngôi chùa nổi bật khác trong phó khu này vào năm 1915. Cho đến năm 1988, nó được di dời đến vị trí hiện tại trên Đường Ratchadaphisek gần Nút giao Tha Phra trong khu vực phó quận Wat Tha Phra.

## Địa lý
Wat Arun nằm ở phía Đông của quận xung quanh bao bọc bởi nước ngoại trừ phía Tây, Đường Itsaraphap phân chia ranh giới giữa khu vực và Wat Tha Phra.
Các phó quận xung quanh bao gồm (theo chiều kim đồng hồ từ hướng Bắc): Siriraj và Ban Chang Lo của quận Bangkok Noi (đi qua Khlong Mon), Phra Borom Maha Ratchawang của quận Phra Nakhon (bắc qua sông Chao Phraya), Wat Kanlaya của quận Thon Buri (đi qua Khlong Bangkok Yai), và Wat Tha Phra thuộc quận đó.